# Podgrodzie

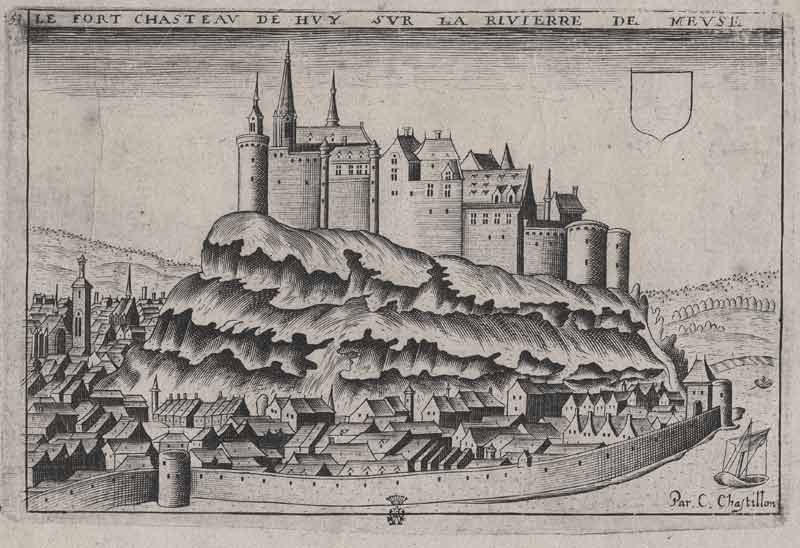
Podgrodzie

Podgrodzie – osada zakładana obok grodu, często połączona z nim systemem obronnym. Często nieobwarowana. Zamieszkiwała tam ludność najczęściej wykonująca prace na rzecz dworu: rolnicy, rzemieślnicy i prowadzący drobny handel. W razie niebezpieczeństwa mogli oni chronić się wewnątrz grodu. Podgrodzie można uważać za historyczny poprzednik przedmieścia. Podgrodzia (oraz grody) budowano we wczesnym średniowieczu.